# Alejandra Flechner
Alejandra Flechner (Buenos Aires, 4 de novembre de 1961) és una actriu argentina de teatre, cinema i televisió. Guanyadora d'un Premi Martín Fierro i Estrella de Mar.

## Biografia
Va començar a actuar al teatre el 1986 i va debutar al cinema el 1988, a la pel·lícula Lo que vendrá de Gustavo Mosquera.Entre 1986 i 1994, va ser membre del grup d'humor femení teatral Las gambas al ajillo, considerat un dels més importants d'aquest tipus a l'Argentina.
A mesura que avançava la seva carrera, va recollir premis importants de la cultura argentina, com el Premi Martín Fierro a la millor actriu principal d'una comèdia pel seu treball a la sèrie de televisió Señoras y señores. Més tard, també va guanyar els premis ACE i va ser atorgat durant el Festival Internacional de Cinema de Santo Domingos a la República Dominicana.
L'any 2022 va interpretar a Silvia Strassera, esposa de l'advocat Julio César Strassera, responsable de la fiscalia en el judici dels militars per crims comesos durant la dictadura militar argentina a la pel·lícula Argentina, 1985. El llargmetratge protagonitzat per Alejandra, Ricardo Darín, Peter Lanzani i Claudio da Passano va ser nominat a la categoria de millor pel·lícula internacional als Premis Oscar de 2022, representant l'Argentina.

## Filmografia
| Any  | Títol                      | Personatge         | Director                 |
| ---- | -------------------------- | ------------------ | ------------------------ |
| 1988 | Lo que vendrá              | Amiga de la neta   | Gustavo Mosquera         |
| 1990 | Cien veces no debo         | Dona policia       | Alejandro Doria          |
| 1994 | Sin opción                 | Ana                | Néstor Lescovich         |
| 1996 | Besos en la frente         | Casilda            | Carlos Galettini         |
| 1999 | Yepeto                     | Patricia           | Eduardo Calcagno         |
| 1999 | Ojos que no ven            | Soledad            | Beda Docampo Feijóo      |
| 2001 | Chiquititas, rincón de luz | Marga Calvo        | José Luis Massa          |
| 2001 | Samy y yo                  | Esther             | Eduardo Milewicz         |
| 2003 | Adiós, querida Luna        | Silvia Rodulfo     | Fernando Spiner          |
| 2003 | Imposible                  | Mariana            | Cristian Pauls           |
| 2010 | Antes                      | Valeria            | Daniel Gimelberg         |
| 2010 | Pájaros volando            | Roxana Ochoa       | Néstor Montalbano        |
| 2016 | Inseparables               | Ivonne             | Marcos Carnevale         |
| 2017 | El otro hermano            | Eva                | Adrián Caetano           |
| 2019 | Perdiendo el control       | Carlota            | Néstor Sánchez Sotelo    |
| 2019 | El día que me muera        | Fanny              | Néstor Sánchez Sotelo    |
| 2020 | Agua dos Porcos            | Alejandra Rotheire | Roly Santos              |
| 2021 | La sangre roja             | Liliana            | Ana Barreto              |
| 2021 | El resistente              | Silvia Vallester   | Guido Penelli            |
| 2021 | El cuento del tio          | Rita Ojer          | Ignacio Antonio Guggiari |
| 2022 | Embalsamados               | Teresa             | Gonzalo Calzada          |
| 2022 | Alerta disparo             | Inés               | Ana Barreto              |
| 2022 | Argentina, 1985            | Silvia Strassera   | Santiago Mitre           |

## Televisió
| Any       | Títol                                   | Personatge             | Notes                                               |
| --------- | --------------------------------------- | ---------------------- | --------------------------------------------------- |
| 1992      | De la cabeza                            | Diversos personatges   | Diversos episodis                                   |
| 1992      | Desde adentro                           | Gloria                 | Personatge secundari                                |
| 1994      | Sin condena                             |                        |                                                     |
| 1995      | Cha cha cha                             | Diversos personatges   | Diversos episodis                                   |
| 1996      | Los angeles no lloran                   | "La Negra"             | Personatge secundari                                |
| 1997      | Señoras y señores                       | Gabriela Linares       | Personatge Principal                                |
| 1998      | Casa natal                              | Verónica               | Personatge secundari                                |
| 1998      | Gasoleros                               | Vilma                  | Participació                                        |
| 1999      | Dracula                                 | Silvina                | Participació                                        |
| 2000      | Vulnerables                             | Leonor                 | Participació                                        |
| 2001      | Tiempo final                            | Esposa                 | Episodi: "Pleno centro"                             |
| 2001      | PH                                      | Marizza                | Participació                                        |
| 2001      | Cuatro amigas                           | Eva                    | Participació                                        |
| 2002      | Kachorra                                | Mónica Menccini        | Participació                                        |
| 2002      | Infieles                                | Paula                  | Episodi: "Las mujeres de mis amigos no tienen sexo" |
| 2003      | Resistiré                               | Adela Fones            | Personatge secundari                                |
| 2003      | Hospital público                        | Elsa                   | Participació                                        |
| 2003      | Malandras                               | Estela                 | Participació                                        |
| 2005      | Criminal                                | Clara Levingston       | Participació                                        |
| 2006      | Bendita vida                            | Julia                  | Personatge Principal                                |
| 2006      | Mujeres asesinas 2                      | Sandra                 | Episodi: "Blanca, operaria"                         |
| 2006      | Mujeres asesinas 2                      | Claudia                | Episodi: "Sandra, confundida"                       |
| 2006      | Doble venganza                          | Nasya Garcia           | Personatge secundari                                |
| 2007      | Televisión por la identidad             | Celadora               | Episodi: "Tatiana"                                  |
| 2007-2008 | Lalola                                  | Karina                 | Participació                                        |
| 2008      | Variaciones                             | Betty                  | Episodi: "La vida es una sola"                      |
| 2008-2009 | Los exitosos Pells                      | Dolores                | Participació                                        |
| 2009-2010 | Ciega a citas                           | Paloma                 | Participació                                        |
| 2010      | Lo que el tiempo nos dejó               | Nilda                  | Episodi: "La caza del ángel"                        |
| 2011      | Un año para recordar                    | Cristina               | Participació                                        |
| 2011      | Maltratadas                             | Edith                  | Episodi: "No se lo digas a nadie"                   |
| 2011      | Proyecto aluvión                        | Rosa                   | Episodi: "La mucama"                                |
| 2011      | Proyecto aluvión                        | María                  | Episodi: "La quema de iglesias"                     |
| 2011      | Proyecto aluvión                        | López                  | Episodi: "El pulqui"                                |
| 2011      | Televisión x la inclusión               | Mare de Tatiana        | Episodi: "La violinista" Part 1 i 2                 |
| 2012      | Amores de historia                      | Sofía Murdren          | Episodi: "Mario y Sofía"                            |
| 2012      | El pueblo del pomelo rosado             | Violeta Rosso          | Personatge secundari                                |
| 2012-2013 | En terapia                              | Sabrina Montes         | Personatge secundari, Tem 1 - 2                     |
| 2013      | Historias de corazón                    | Julia                  | Episodi: "Para olvidar a Manuel"                    |
| 2013      | Santos y Pecadores                      | Elvira                 | Episodi: "Corralito"                                |
| 2014      | Doce casas, Historia de mujeres devotas | Mirtha                 | Semana 7: "Historia de Andrea"                      |
| 2014-2015 | Viudas e hijos del rock and roll        | María Esther           | Participació                                        |
| 2019      | El Tigre Verón                          | Fatima Ferrari         | Personatge Principal                                |
| 2022      | Diciembre 2001                          | Hilda "Chiche" Duhalde | Personatge Principal                                |
| 2022      | El fin del amor                         | Maidelian Ardenuicht   | Personatge secundari                                |

## Premis
- Premis Martín Fierro (1997): Millor actriu protagonista de comèdia (Señoras y señores)
- Premis Estrella de Mar (2000): Millor actriu
- Muestra Internacional de Cine de Santo Domingo (2000): Millor actriu de repartiment (Yepeto)

Nominacions
- Premis ACE (1992): Revelació
- Premis ACE (1996): Millor actriu protagonista de comèdia
- Premis Trinidad Guevara (1996): Millor actriu
- Premis ACE 2000: Millor actriu protagonista de comèdia
- Premis Estrella de Mar (2006): Millor actriu
- Premis Cóndor de Plata (1999): Millor actriu de repartiment (Yepeto)